# Orbexilum melanocarpum
Orbexilum melanocarpum là một loài thực vật có hoa trong họ Đậu. Loài này được (Benth. ex Hemsl.) Rydb. miêu tả khoa học đầu tiên năm 1919.